# AT-X
AT-X (яп. アニメシアターX, аніме сіата: еккусу, скор. від англ. Anime Theater X) — платна японська телевізійна мережа, що спеціалізується на показі аніме, та належить AT-X, Inc. (яп. 株式会社エー·ティー·エックス). AT-X, Inc. було засновано 26 червня 2000 як підрозділTV Tokyo Medianet, дочірньої компанії TV Tokyo. Штаб-квартира розташована в токійському районі Мінато.
Серед продукції телеканалу зустрічається багато аніме жанру еччі, які містять еротичні сцени.

## Трансляції
Деякі аніме-серіали, що транслювалися на AT-X:
- Шкільні війни (з 2003 року вийшло кілька сезонів)
- Ельфійська пісня (2004)
- Queen's Blade (2009)
- Kiss×sis (2010)
- Highschool of the Dead (2010)
- Freezing (2011)
- Клятий Курйозний Кубик (2011)
- High School DxD (2012—2013)
- No Game No Life (2014)
- Norn9 (2013—2016)
- Непорочна Марія (2015)
- Shōjo Shūmatsu Ryokō (2017)
- Наречена чаклуна (2017)
- Подорож Елейни (2020)
- Сімейне життя легковажної відьми (2023)